# Camporotondo Etneo
Camporotondo Etneo é uma comuna italiana da região da Sicília, província de Catania, com cerca de 2.937 habitantes. Estende-se por uma área de 6 km², tendo uma densidade populacional de 490 hab/km². Faz fronteira com Belpasso, Misterbianco, Motta Sant'Anastasia, San Pietro Clarenza.

## Demografia
| Variação demográfica do município entre 1861 e 2011                               |
|                                                                                   |
| Fonte: Istituto Nazionale di Statistica (ISTAT) - Elaboração gráfica da Wikipedia |